# Park Sung-woo (Badminton)
Park Sung-woo (* 22. August 1971) ist ein ehemaliger Badmintonspieler aus Südkorea.

## Sportliche Karriere
Park Sung-woo gewann die Asienmeisterschaft 1995 im Herreneinzel und wurde Dritter bei den All England des darauffolgenden Jahres. Bei den Olympischen Sommerspielen 1996 wurde er Fünfter im Einzel. Bei den Japan Open 1997 belegte er Platz 2.

## Sportliche Erfolge
| Saison | Veranstaltung      | Disziplin    | Platz | Name          |
| ------ | ------------------ | ------------ | ----- | ------------- |
| 1991   | USSR International | Herreneinzel | 1     | Park Sung-woo |
| 1995   | Swedish Open       | Herreneinzel | 1     | Park Sung Woo |
| 1995   | Asienmeisterschaft | Herreneinzel | 1     | Park Sung-woo |
| 1996   | All England        | Herreneinzel | 3     | Park Sung-Woo |
| 1996   | Olympia            | Herreneinzel | 5     | Park Sung-woo |
| 1997   | Japan Open         | Herreneinzel | 2     | Park Sung-woo |